# 루프트한자 카고
루프트한자 카고(영어: Lufthansa Cargo)는 독일의 화물 항공사로 총 39개 노선을 취항하고 있다. 본사는 독일 헤센주 프랑크푸르트암마인에 위치해 있으며 1994년에 설립했다. 또한 사용하고 있는 허브 공항으로 프랑크푸르트암마인 공항, 크라스노야르스크 예밀야노보 공항, 하이데라바드 라지브 간디 국제공항이 있으며 계열사는 독일의 항공사인 루프트한자가 있다.

## 역사
루프트한자 카고는 1994년에 루프트한자 화물 부문을 별도로 분리하여 설립했다. 최초로 여객과 화물 서비스를 분리 것은 루프트한자로 기존 독일 카고 서비스와 합병하여 같은 해 11월에 서비스를 시작했다. 설립에서 잠시 동안 세계화물 운송 경력으로 군림하고 있었지만 현재는 화물 항공이 에어프랑스-KLM에 밀리고 있다.
루프트한자 카고는 매우 혁신적인 경영 전략을 취하고 있지만 미래를 위한 전략이 약하다고 알려져 한때 JAL 카고, SAS 카고, 싱가포르 항공 카고와 와우 얼라이언스를 설립했으나 운영권 문제를 둘러싸고 혼란이 계속되면서 2009년에 와우 얼라이언스에서 탈퇴했다.
2004년에 루프트한자 카고와 DHL이 50% 씩 출자한 새로운 화물 항공사를 설립하기로 합의하고 2007년 에어로로직을 설립했다. 또한 같은 해에 중국의 항공사인 선전 항공과 지분을 출자 하면서 제이드 카고 인터내셔널을 설립했다. 2011년 11월 화물 분야에서 166만 톤의 화물을 운송하여 1위를 기록하였으며 22대의 화물 항공기로 전 세계 450개 도시에 서비스를 제공하고 있다. 한편 에어로로직은 2013년까지 보잉 777F 11대를 도입할 예정이다.

## 운항 노선
- 2016년 5월 현재 루프트한자 카고는 다음과 같은 노선을 취항하고 있다.

## 보유 기종
- 2022년 9월 기준으로 루프트한자 카고는 다음과 같은 기종을 보유하고 있다.[1]

## 사건 및 사고
- 2010년 7월 27일, 루프트한자 카고 8460편 맥도넬더글러스 MD-11 항공기(등록번호 D-ALCQ)가 킹 칼리드 국제공항에 착륙 도중 추락하였다. 사고 기체는 화재가 발생하여 복구가 불가능하였으나, 유일한 탑승 인원이었던 기장과 부기장은 다행히 탈출할 수 있었다.[6][7][8]

## 사진

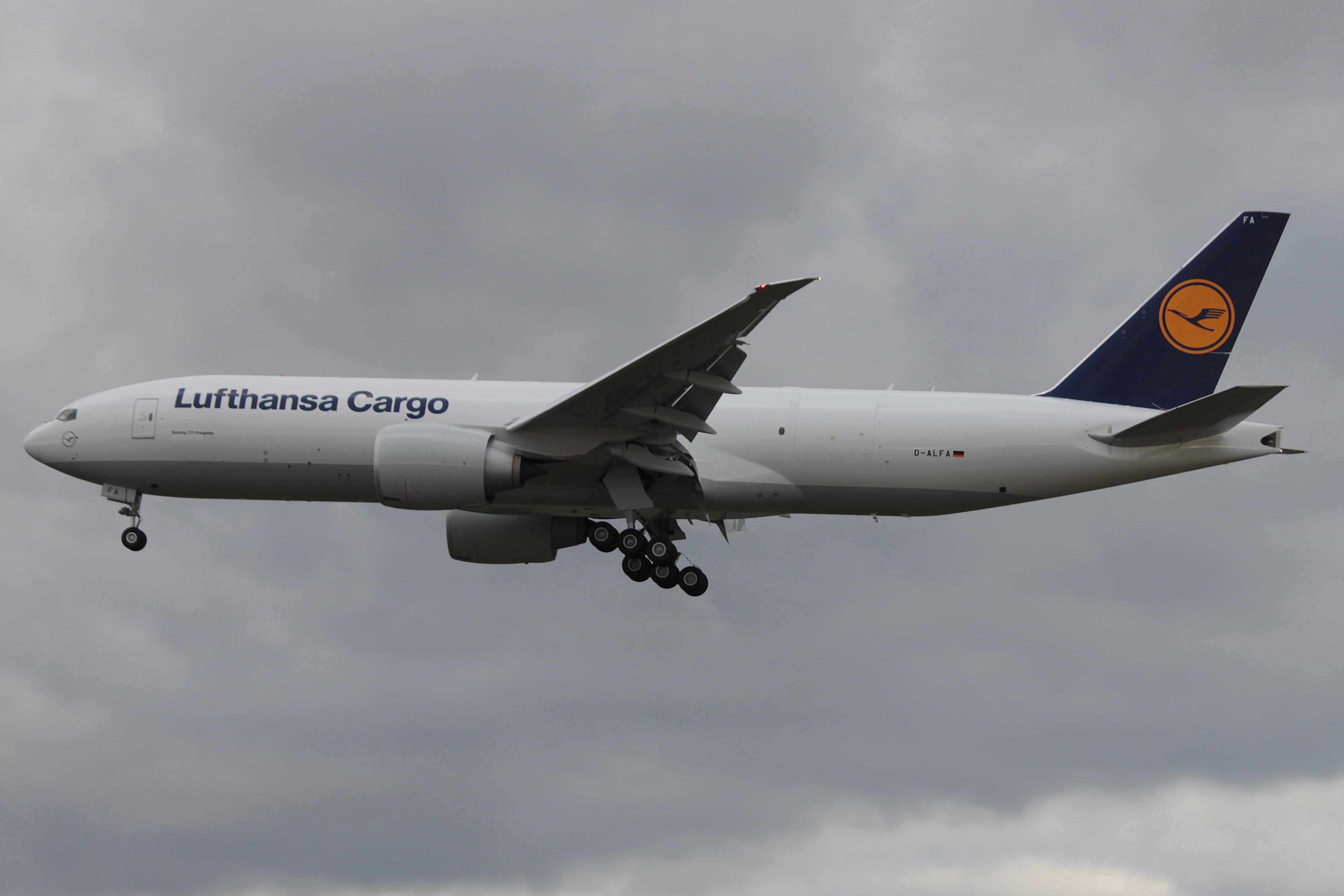
루프트한자 카고의 보잉 777F (구도색)

## 같이 보기
- 루프트한자